# Марци, Йоханнес Маркус
Йоханнес Маркус (Ян Марек) Марци (1595—1667) — чешский учёный.
Работал в Пражском университете (с 1630 г. — профессор, с 1662 г. — ректор).
Физические исследования посвящены механике и оптике. В 1639 г. рассмотрел соударение твёрдых шаров и показал различие между упругими и неупругими столкновениями. В 1648 г. открыл дисперсию света и впервые высказал идею о волновой природе света. Объяснил радугу и окрашенность тонких плёнок.
Работы Марци долгое время были мало известны. Исследования относятся также к математике и медицине. За научные труды получил дворянский титул и должность императорского лейб-медика. В честь Марци назван кратер на Луне.